# Жигалово (Московская область)
Жигалово — деревня  в Московской области России. Входит в городской округ Химки. Население — 22 чел. (2010).

## География
Деревня Жигалово расположена в центральной части Московской области, на севере округа, примерно в 14 км к северо-западу от центра города Химки и в 31 км к юго-востоку от города Солнечногорска, в 15 км от Московской кольцевой автодороги, на левом берегу реки Клязьмы.
В деревне 5 улиц — Лесная, Луговая, Нагорная, Огородная и Цветочная. Ближайшие населённые пункты — деревни Лунёво, Шемякино, Поярково и посёлок Лунёво.

## История
В «Списке населённых мест» 1862 года Жигалова (Жегалово) — владельческая деревня 6-го стана Московского уезда Московской губернии между Санкт-Петербургским шоссе и Рогачёвским трактом, в 30 верстах от губернского города, при речке Клязьме, с 5 дворами и 32 жителями (19 мужчин, 13 женщин).
По данным на 1890 год входила в состав Озерецкой волости Московского уезда, число душ составляло 20 человек.
В 1913 году — 6 дворов.
По материалам Всесоюзной переписи населения 1926 года — деревня Шемякинского сельсовета Трудовой волости Московского уезда, проживало 49 жителей (24 мужчины, 25 женщин), насчитывалось 12 хозяйств, среди которых 10 крестьянских.
С 1929 года — населённый пункт в составе Коммунистического района Московского округа Московской области. Постановлением ЦИК и СНК от 23 июля 1930 года округа как административно-территориальные единицы были ликвидированы.
1929—1935 гг. — деревня Чашниковского сельсовета Коммунистического района.
1935—1939 гг. — деревня Чашниковского сельсовета Солнечногорского района.
1939—1959 гг. — деревня Чашниковского сельсовета Краснополянского района.
1959—1960 гг. — деревня Чашниковского сельсовета Химкинского района.
1960—1963 гг. — деревня Искровского сельсовета Солнечногорского района.
1963—1965 гг. — деревня Искровского сельсовета Солнечногорского укрупнённого сельского района.
1965—1994 гг. — деревня Искровского сельсовета Солнечногорского района.
В 1994 году Московской областной думой было утверждено положение о местном самоуправлении в Московской области, сельские советы как административно-территориальные единицы были преобразованы в сельские округа.
В 1994—2004 гг. деревня входила в Искровский сельский округ Солнечногорского района, в 2005—2019 годах — в Лунёвское сельское поселение Солнечногорского муниципального района, в 2019—2022 годах  — в состав городского округа Солнечногорск, с 1 января 2023 года включена в состав городского округа Химки.

## Население
| 1852 | 1859 | 1890 | 1899 | 1926 | 1966 | 1998 |
| ---- | ---- | ---- | ---- | ---- | ---- | ---- |
| 41   | ↘32  | ↘20  | ↗26  | ↗49  | ↘30  | ↘3   |
| 2002 | 2010 |      |      |      |      |      |
| ↗4   | ↗22  |      |      |      |      |      |